# Marco Perrotta
Marco Perrotta (Campobasso, 14 febbraio 1994) è un calciatore italiano, difensore del Padova.

## Biografia
Ha una relazione con Sara, da cui il 23 maggio 2021 ha avuto un figlio, ed il 28 settembre 2023 una figlia.

## Caratteristiche tecniche
È un difensore centrale dotato di grande personalità e abile nel controllo palla, bravo nel gioco aereo e in marcatura; l'eccessiva irruenza lo ha spesso portato a rimediare cartellini. Può agire all'occorrenza anche come terzino sinistro. Ha dichiarato di ispirarsi ad Alessandro Nesta.

## Carriera

### Club

#### Gli inizi
Originario di Campodipietra, a sei anni entra nelle giovanili della squadra locale, restandoci dal 2000 al 2007, quando si trasferisce al Messina. Dopo un biennio in Sicilia, passa al settore giovanile del Pescara, con cui ha esordito in prima squadra il 29 maggio 2011, a soli 17 anni, nella partita persa per 3-1 contro il Cittadella. Il 3 gennaio 2013 passa a titolo temporaneo alla Paganese; il 1º agosto il prestito viene prolungato per un'altra stagione.

#### Teramo, Avellino, Pescara e Bari
Il 5 luglio 2014 viene acquistato a titolo definitivo dal Teramo, con cui firma un biennale; con la squadra abruzzese conquista la prima storica promozione in Serie B, poi revocata per illecito sportivo. Tornato al Pescara con cui si lega fino al 2019, il 1º luglio 2016 viene ceduto in prestito con diritto di riscatto e contro-riscatto all'Avellino.
Il 24 luglio 2019 passa al Bari. Segna la sua prima rete in maglia biancorossa nel pareggio per 1-1 contro la Reggina del 26 gennaio 2020.

#### Palermo e Pro Vercelli
Il 31 agosto 2021 passa in prestito annuale al Palermo con cui qualche giorno dopo, esordisce alla prima gara utile (il derby contro il Messina terminato 1-1) subentrando al 64' al posto di Ivan Marconi. Con i siciliani conquista a fine stagione la seconda promozione in Serie B in carriera, grazie alla vittoria dei play-off culminata il 12 giugno 2022 con il successo per 1-0 contro il Padova (2-0 risultato complessivo nei 180').
Il 1º settembre 2022 passa in prestito alla Pro Vercelli.

#### Padova
Terminato il prestito alla Pro Vercelli rientra al Bari e il 26 agosto 2023 viene ceduto a titolo definitivo al Padova. Esordisce il 4 settembre successivo nella prima gara di campionato contro il Mantova, pareggiata per 1-1. Trova la sua prima rete con i biancoscudati il 2 aprile 2024, nella finale di ritorno di Coppa Italia Serie C persa contro il Catania per 4-2. Conclude la sua prima stagione con sole 16 presenze ed 1 rete, trovando poco minutaggio anche a causa di un infortunio. Nella stagione successiva, sotto la guida di Matteo Andreoletti, diventa un titolare inamovibile della squadra ed il 4 dicembre 2024 segna la sua prima rete in campionato con i biancoscudati nella vittoria per 3-1 contro l'Atalanta U23. Si ripete anche il 25 gennaio contro la Pro Vercelli, sua ex squadra, trovando il gol del pareggio (1-1). Segna un gol pesantissimo nella penultima giornata di campionato contro l'Union Clodiense che permette al Padova di rimanere in testa alla classifica. Il 25 aprile 2025 si laurea Campione del Girone A di Serie C con il Padova dopo il pareggio contro il Lumezzane, conquistando il primo trofeo in carriera. Al termine della stagione rinnova il suo contratto con i biancoscudati per un'altra stagione.

## Statistiche

### Presenze e reti nei club
Statistiche aggiornate al 10 agosto 2025.
| Stagione        | Squadra         | Campionato      | Campionato | Campionato | Coppe nazionali | Coppe nazionali | Coppe nazionali | Coppe continentali | Coppe continentali | Coppe continentali | Altre coppe | Altre coppe | Altre coppe | Totale | Totale |
| Stagione        | Squadra         | Comp            | Pres       | Reti       | Comp            | Pres            | Reti            | Comp               | Pres               | Reti               | Comp        | Pres        | Reti        | Pres   | Reti   |
| --------------- | --------------- | --------------- | ---------- | ---------- | --------------- | --------------- | --------------- | ------------------ | ------------------ | ------------------ | ----------- | ----------- | ----------- | ------ | ------ |
| 2010-2011       | Pescara         | B               | 1          | 0          | CI              | 0               | 0               | -                  | -                  | -                  | -           | -           | -           | 1      | 0      |
| 2011-2012       | Pescara         | B               | 0          | 0          | CI              | 0               | 0               | -                  | -                  | -                  | -           | -           | -           | 0      | 0      |
| gen.-giu. 2013  | Paganese        | 1D              | 10         | 0          | CI+CI-LP        | 0+0             | 0               | -                  | -                  | -                  | -           | -           | -           | 10     | 0      |
| 2013-2014       | Paganese        | 1D              | 26         | 0          | CI+CI-LP        | 1+0             | 0               | -                  | -                  | -                  | -           | -           | -           | 27     | 0      |
| Totale Paganese | Totale Paganese | Totale Paganese | 36         | 0          |                 | 1               | 0               |                    | -                  | -                  |             | -           | -           | 37     | 0      |
| 2014-2015       | Teramo          | LP              | 35         | 2          | CI+CI-LP        | 1+1             | 0               | -                  | -                  | -                  | SC-LP       | 2           | 0           | 39     | 2      |
| 2015-2016       | Teramo          | LP              | 28         | 1          | CI+CI-LP        | 0+3             | 0               | -                  | -                  | -                  | -           | -           | -           | 31     | 1      |
| Totale Teramo   | Totale Teramo   | Totale Teramo   | 63         | 3          |                 | 5               | 0               |                    | -                  | -                  |             | 2           | 0           | 70     | 3      |
| 2016-2017       | Avellino        | B               | 24         | 1          | CI              | 1               | 0               | -                  | -                  | -                  | -           | -           | -           | 25     | 1      |
| 2017-2018       | Pescara         | B               | 32         | 0          | CI              | 2               | 0               | -                  | -                  | -                  | -           | -           | -           | 34     | 0      |
| 2018-2019       | Pescara         | B               | 18         | 0          | CI              | 1               | 0               | -                  | -                  | -                  | -           | -           | -           | 19     | 0      |
| Totale Pescara  | Totale Pescara  | Totale Pescara  | 51         | 0          |                 | 3               | 0               |                    | -                  | -                  |             | -           | -           | 54     | 0      |
| 2019-2020       | Bari            | C               | 28+2       | 2          | CI-C            | 1               | 0               | -                  | -                  | -                  | -           | -           | -           | 31     | 2      |
| 2020-2021       | Bari            | C               | 20+1       | 1          | CI              | 2               | 0               | -                  | -                  | -                  | -           | -           | -           | 23     | 1      |
| Totale Bari     | Totale Bari     | Totale Bari     | 51         | 3          |                 | 3               | 0               |                    | -                  | -                  |             | -           | -           | 54     | 3      |
| 2021-2022       | Palermo         | C               | 24+3       | 0          | CI-C            | 1               | 0               | -                  | -                  | -                  | -           | -           | -           | 28     | 0      |
| 2022-2023       | Pro Vercelli    | C               | 30         | 2          | CI-C            | 0               | 0               | -                  | -                  | -                  | -           | -           | -           | 30     | 2      |
| 2023-2024       | Padova          | C               | 10         | 0          | CI-C            | 6               | 1               | -                  | -                  | -                  | -           | -           | -           | 16     | 1      |
| 2024-2025       | Padova          | C               | 34         | 3          | CI+CI-C         | 1+1             | 0               | -                  | -                  | -                  | SC-C        | 1           | 0           | 37     | 3      |
| 2025-2026       | Padova          | B               | 0          | 0          | CI              | 1               | 0               | -                  | -                  | -                  | -           | -           | -           | 1      | 0      |
| Totale Padova   | Totale Padova   | Totale Padova   | 44         | 3          |                 | 9               | 1               |                    | -                  | -                  |             | 1           | 0           | 53     | 4      |
| Totale carriera | Totale carriera | Totale carriera | 326        | 12         |                 | 23              | 1               |                    | -                  | -                  |             | 3           | 0           | 352    | 13     |

## Palmarès

### Club

#### Competizioni nazionali
- Serie C: 1

Padova: 2024-2025 (girone A)